# Victor Chavet
 (novembre 2011).
Victor Joseph Chavet, né à Pourcieux (Var) le 21 juillet 1822 et mort au Creusot (Saône-et-Loire) le 16 juillet 1906, est un peintre français.

## Biographie
Victor Chavet est l'élève de Pierre Révoil à Lyon puis de Camille Roqueplan. Il expose aux Salons parisiens et se voit décerner de nombreuses médailles (1853, 1855, 1857, 1859). Il est nommé Chevalier de la légion d’honneur en 1859 et bénéficie de commandes de l’État. Il exécute, outre des tableaux, d'importants cartons de tapisseries représentant les portraits de François Ier et du peintre Francesco Romanelli qui sont conservés dans la Galerie d’Apollon du musée du Louvre. 
Une autre commande majeure de l’État au peintre en 1857 l'amène à participer à l’achèvement du Louvre réalisé en cinq ans par Napoléon III. Il est l'auteur d'une composition pour l’album d’aquarelles offert par Napoléon III à la Reine Victoria retraçant les principaux évènements du voyage de celle-ci en France, comme la Promenade dans la Galerie des glaces à Versailles.
En 1874, il s'installe à Genève.
Une place porte son nom dans son village natal.

## Musées
- Aix-en-Provence, musée Granet :
  - La religieuse,
  - Portrait de Mme E. Loubon.

- Douai, musée de la chartreuse : Portait de Jean François Romanelli, 1855, huile sur toile, 215 × 130 cm[3].

- Paris : 
  -  Église Saint-Pierre-du-Gros-Caillou
  - Musée d'Orsay::
    - La Dormeuse, 1859, huile sur toile, 36 × 26 cm[4]
    - Un Atelier, huile sur bois, 36 × 26 cm[5]

  - Musée du Louvre

- Versailles : musée national des châteaux de Versailles et de Trianon : Portrait de Jacques Bergeret, vice-amiral, 1858, huile sut toile, 218 × 142 cm[6].

## Galerie

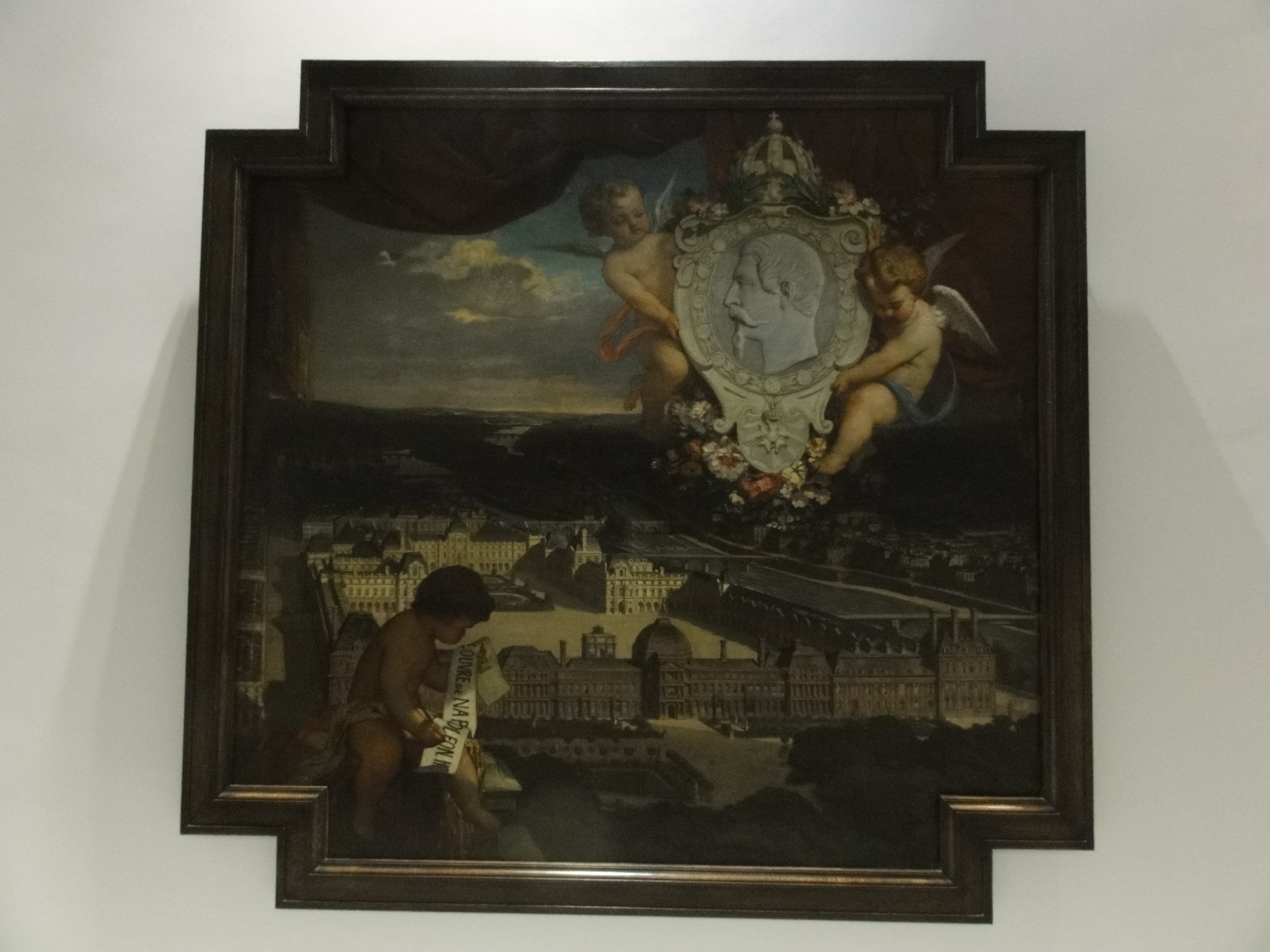
Le Louvre de Napoléon III, 1857, Louvre-Lens.
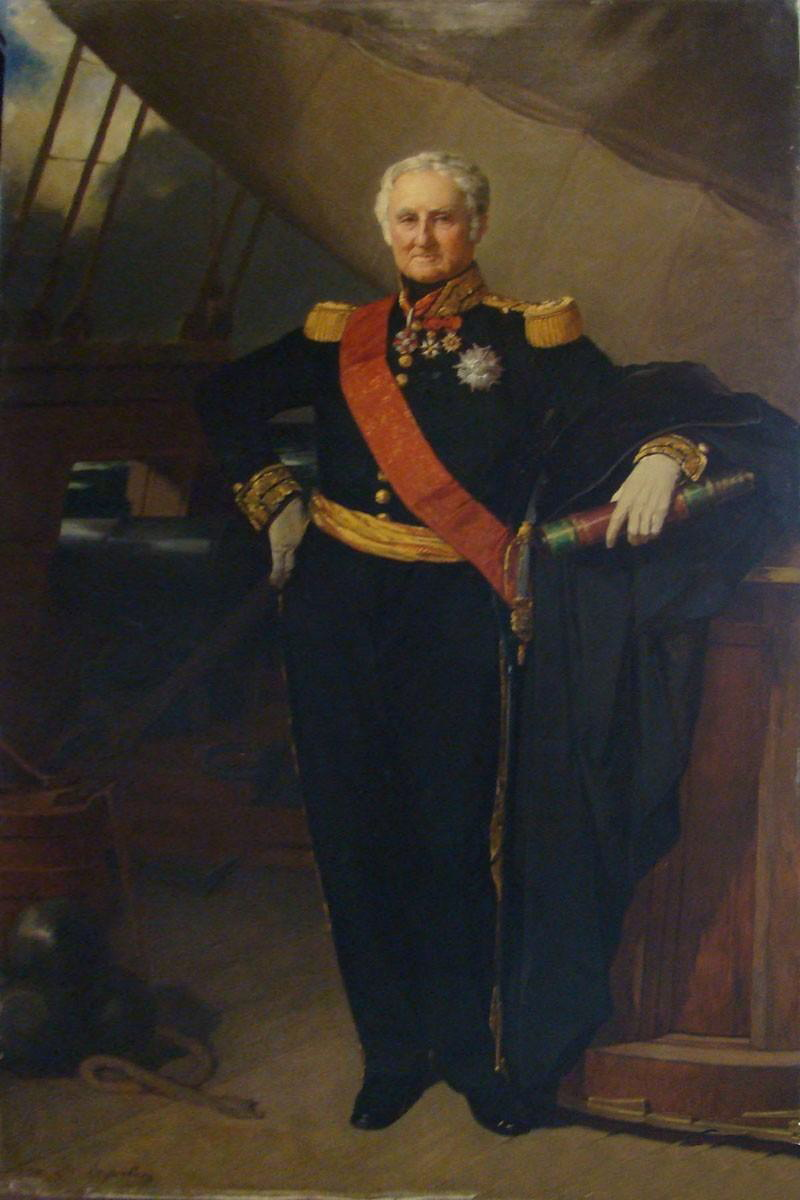
Portrait de Jacques Bergeret, vice-amiral, 1858, château de Versailles.
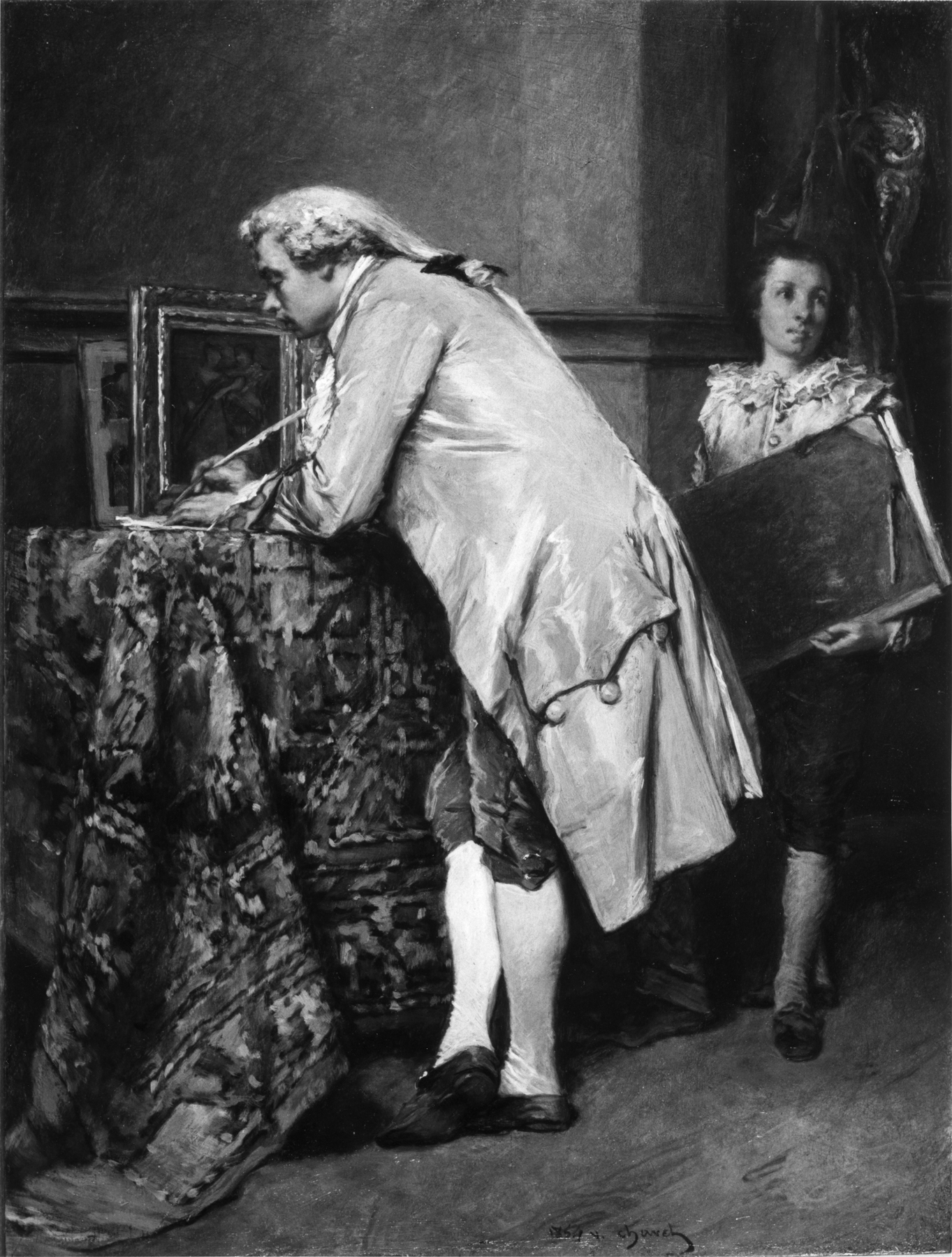
L'Amateur, 1859, Walters Art Museum.

## Distinctions
- Chevalier de la Légion d'honneur (1859)